# Honningsyp
Honningsyp er en bornholmsk drik, som efter 2008 oplevede en renæssance pga. salg i fødevare- og specialbutikker til turister og bornholmere.
Ordet syp (etymologisk samme ord som sv. sup) svarer til en snaps, en spids eller en enkelt genstand fra snapseflasken.
Honningsyp laves af honning og snaps. Der findes mangfoldige opskrifter. Der er store smagsforskelle pga. valg af snaps og honning. Der kan også tilsættes krydderier og krydderurter, og honningen kan erstattes af andre sødemidler som rørsukker, brun farin eller sirup. 
De fleste bruger et glas honning til en flaske snaps. Sypen kan røres med ske eller laves i en blender. 
Den er gennemsigtigt gul og får et brunligt bundfald af pollen og bivoks, som nogle filtrerer fra, mens andre bare nyder eller ryster flasken inden servering. Sypen serveres ved 12 grader.
Oprindeligt brugtes smagstilsætninger i honningsyp (søder syp) og bitter med malurt (besker syp) for at dække den fæle smag af fusel. Tidligt blev honningsyp drukket af sølvbrændevinsskåle eller spist med ske i de rige skipper- og bondehjem ved juletid. Eller den blev brugt som dyppelse til de tørre kommenskringler. Bornholmerne fik retten til at brænde snaps som tak for at skænke Frederik 3. deres ø til arv og eje i 1658. Privilegiet varede til 1864, og snapsen flød rigeligt i alle kredse på Bornholm.  
Senere blev sypen serveret i glas eller skåle til hver enkelt. Det toldfrie udsalg på Bornholmstrafikkens Rønne-Ystad-rute førte et produkt ved navn Honning>>syp<<, men det havde en alkoholprocent svarende til hedvin, og mange bornholmere mente, at "det havde aldrig haft noget med hønnusyp at gøre".
Den Bornholmske Spritfabrik har siden 2006 ført en honningsyp, som er nøje udvalgt ud fra forskellige varianter i samarbejde med Bornholms Sypklub. Den sælges overalt på øen, også om sommeren, hvor turisterne falder for den bornholmske specialitet, som er en anderledes souvenir.
For Bornholmere er det stadig en drik der forbindes med jul - typisk begynder bornholmere, at lave den i november, så den kan lagre og få en bedre smag igennem november og december, så den kan drikkes op til jul.

## Ekstern henvisning
Billed fra Den Bornholmske Spritfabrik ApS af Honningsyp (Webside ikke længere tilgængelig)